# 정세운 (고려)
정세운(鄭世雲, ? ~ 1362년, 고려총병관(高麗摠兵官) 광주정씨 시조별호: 鄭臣扈)은 고려 후기의 장군이다. 본관은 광주(光州). 출신지는 장택현(長澤縣: 현재의 전남 장흥)이다.
공민왕이 원나라에서 숙위할 때 시종했으며, 공민왕이 즉위하자 호종한 공으로 1등 공신이 되었다. 홍건적의 난 때 왕을 호종했으며, 총병관(摠兵官)에 임명되어 홍건적을 물리치는 데 공을 세웠으나, 이를 시기하던 김용(金鏞)의 음모로 죽임을 당했다.

## 개요
장흥부의 속현으로 조선초에 폐현이 되어 현재의 장흥군과 보성군등으로 편입된 곳으로 보이고 주암호일대인 보성군의 문덕면이나 겸백면 지역인 것으로 보이는 長澤縣 출생으로 성품이 충직하고 청백하였다. 후에 공민왕이 된 강릉대군이 원나라에 숙위할 때 호종하고 여러 관직을 거쳐 공민왕 원년(1352)에 종3품 대호군(大護軍)에 봉해졌다. 공민왕을 북경에 호종한 공으로 공민왕 원년 연저수종1등공신에 정삼품 軍部判書, (1354)원나라의 요청으로 염제신 인당 유탁 황상 김용 안우 이방실 최영 등과 함께 반란군 장사성을 토벌케 한 南正軍에 참전, 기철을 처단한 공으로 정주기철일등공신, 공민왕 7년(1358년)종이품 지문하성사, 홍건적 1차 침입 때에는 知門下省事 都巡察使로써(都巡察使라 한 것으로 보아 정2품의 품계)공이 있는 군졸들에게 공에 따라 금 은 패면 등을 차등 있게 나누어 주고, 1360년 5월경에 參知政事 공민왕10년(1361년) 11월에 서북면군용체찰사, 홍건적이 경성을 함락하니 밤낮으로 우려와 분노를 가슴에 품어 적을 소탕하고 나라를 회복하는 것을 임무로 삼아 12월에 樞密 兼 鷹揚軍上將軍으로써 복주(안동)로 공민왕을 扈從하며 누차에 걸쳐 공민왕에게 애통교서를 내려 민심을 안정시키고 군사를 모집하여 흉적을 몰아내기를 청하니 摠兵官에 임명한 후 中書平章事, 摠兵官 공민왕 11년(1362) 홍건적을 물리쳤고 기록상으로는 恭愍王十一年 1월에 불의에 의해 훙서 贈 僉議政丞(종 일품관 고려 관직은 종1품 까지이며 품계는 정일품까지 주어진 것으로도 보인다) 하고 禮葬 하였다 하고, 1362년 음력 삼월 일일로 되어있는 공민왕 교지에도 [3월 초하루 정미일. 산양현에서 김득배를 수색 체포하여 죽이고 그의 머리를 상주에 걸어 효시하니(이 때에 안우 이방실도 같이 효수하였다는 기록도 있다) 보는 사람마다 탄식하고 슬퍼하지 않는 자가 없었다. 그 때 교서를 내리기를 <국가가 불행하여 외적 침입의 재난을 당하여 내가 남쪽 지방에 파천한 것은 내가 덕이 없는 데 기인한 것이며 또한 장수들이 용병에서 규율이 없어서 지키려고도 이길 욕심도 없었기 때문이다. 이에 쓸개를 씹는 아픔으로 경기지방에서 패전한 군사들의 벌을 헤아리고 곧 문하평장사 상의회의도감사 응양군 상장군 정 세운을 총병관으로 임명하고 부절과 부월을 주어 나를 대신하여 행사케 하고 통솔하게 하는 칙서를 내려 위임하게 된 뜻을 명시함으로써 위임한 뜻을 대소 장령 모두가 듣게 하고 약속하게 하였더니 감히 위반하는 자가 없었다. 과연 선군의 신령이 우에서 앞길을 열어 인도하여 주고 충의를 가진 군사들이 아래에서 노력하여 사면으로 협력 공격한 결과 그 많은 무리들을 모두 섬멸하였다. 무리지어 승리의 기쁨을 노래하고 대장기를 휘날리며 개선하여 오는 것을 기다려서 그의 공로에 보답하려 하고 있을 때 의외에도 안 우 등이 공을 믿고 방자하여져서 노엽게도 국법도 두려워하지 않고 결국은 세운을 (*글자를 알아볼 수 없게 손을 댄 것으로도 보여 알 수는 없으나 문맥으로 보면 죽음과 관련된 글자였던 것으로 보인다)~으로써 한 때의 분을 풀어 기분을 내었다...총병관은 나를 대신하여 행사하는 관직이니 그 밑에 있는 자가 감히 마음대로 그를 죽였다는 것은 나를 무시하는 것이다. 임금을 업신여기고 간범하는 죄보다 더 큰 것이 어데 있겠는가? 돌이켜 생각하건대 안 우 등은 우리나라의 무신으로 되어서 여러 해 동안 맹렬히 싸웠으며 그 성과도 자못 현저한 바가 있었는데 한 번 생각이 잘못 들어 전공을 다 버리게 되니 내가 참으로 슬퍼하는 바이다. 그러나 적을 격파하는 공로는 임시에 혹 있을 수 있는 일이나 임금을 무시하는 것은 만세에 용서할 수 없는 죄이다. 양자의 경중이 명백하며 서로 상쇄될 수 없는 것이다. 이것을 방임하고 죽이지 않으면 무엇으로써 뒤‘사람의 징계로 되겠는가? 그러므로 해당 관리에게 명령하여 도원수 안 우, 원수 김득배, 리 방실, 민 환, 김 림 등을 법에 의하여 처단하였다. 그러면서도 옛 공로를 생각하고 그 죄가 처자에게까지는 미치지 않게 하였다. 그리고 그 관하의 대소 관리에 대하여서는 해당 기관에 명령하여 각자의 공로에 따라서 쓰게 하였다. 악한 무리에 가담하고 공 있는 사람을 반대하여 정 세운에게 가해한 랑장 정 찬은 도피 중에 있으나 그를 용서하지 않겠다. 그 외에 정실을 알고도 자수하지 않은 자들은 모두 다 용서한다. 서울과 지방에 포고 하여 모두 듣고 알게 하라! 너희 모든 장병들은 힘껏 성의를 다하여 자기 직분을 지킴으로써 유종지미를 갖게 하라!>고 하였고 또한 열전이 전한다.

## 기록
〈고려사 열전(列傳) 정세운〉
[광주 장택현인이니 공민왕을 따라 원나라에 들어가 숙위하였으며 벼슬을 거듭하여 대호군이 되었다. 왕이 즉위하매 그 공을 기록하여 1등을 삼았고 김용과 함께 왕의 총애가 있었다. 양광도 안렴 김남득이 홀치 중랑장 정곡을 매를 쳐 욕을 보이니 동료 권석화 등이 왕에게 호소하자 세운과 용이 남득과 친하므로 왕에게 청하여 석화 등을 해도에 귀양 보내고 또 용으로 더불어 밀직부사 *임군보가 왕에게 총애 있음을 시기하여 참소하여 거짓으로 왕의 뜻을 전하여 제주에 귀양 보냈다. 군부판서 지문하성사를 지냈고 기철을 벤 공을 기록하여 1등을 삼았다. 8년에 홍적이 서경을 함락하거늘 세운으로 서북면도순찰사를 삼으니 황주로부터 돌아와 말하기를 “적이 서경에 들어가서 나무를 쌓고 성을 수선하고 나와 핍박할 계획이 없으니 원컨대 놀라 요동하지 말게 사람들의 마음을 안정케 하소서”라고 하였다. 참지청사가 되었는데 倭가 양광도를 침략하매 서울에 계엄하여 백관으로 하여금 종군케 하니 간관이 왕궁에 나아가서 하직하거늘 세운이 말하기를 “간관이 종군함은 옛적에 듣지 못한 바이라 나라 체모에 어찌 하리요”하니 명하여 면하게 하였다. 10년에 홍적이 서울을 함락하매 왕이 복주에 행차하는데 세운이 추밀로서 응양군상장군을 겸하여 좇아 행할 때 성품이 충성스럽고 청백하여 밤낮으로 근심 분개하여서 적을 소탕하여 회복하기를 스스로의 임무로 삼으니 왕도 역시 의지하고 믿었다. 세운이 여러 번 청하기를 빨리 애통한 조서를 내려 민심을 위로하고 사신을 보내어 여러 도의 군사를 독촉하여 적을 치게 하소서 하니 왕이 드디어 세운으로써 총병관을 삼고 하교하기를 “‘천하가 편하면 재상에게 뜻을 붙이고 천하가 위태하면 장수에게 뜻을 붙인다...’ 하였으니 오직 때와 대세는 경중이 사람에게 있는지라 가히 삼가지 않으리오. 삼가 생각건대 태조께서 일찍이 큰 업을 개창하시고 열성이 서로 이어 생민을 편케 길렀더니 나에 미쳐서는 안일에 빠져 군사의 일을 폐하고 강구하지 않았으므로 홍적이 침범하매 남으로 옮겨오게 되었도다. 매양 종사를 생각하매 애통함을 어찌 견디리오. 이제 모든 장수를 나누어 보내어 군사를 합하여 적을 치게 하고 이에 정세운에게 절월을 주어 가서 그 군사를 독려하게 하여 명령을 좇고 좇지 않은 자를 상벌하게 하나니 각처의 군관 군인으로 감히 고의로 명령을 어기거나 또 장관의 지시 없이 직접 왕에게 보고하는 자는 군법으로써 다스리기를 허락한다. 아 아 군사를 냄에 군율로써 함은 나라의 마땅히 먼저 할 바이요 나라를 위하여 집을 잊어버림은 마땅히 신하로써 급히 할 바이니 오직 너희 모든 군사들은 나의 지극한 마음을 살필 지어다”라고 하였다. 세운이 도당에 나아가 분연히 큰소리로 말하기를 “나는 심히 한미한 사람이라 나와 같은 사람이 재상이 되었으니 나라가 어지러워짐은 당연한 일이나 죽령 남쪽에 사는 사람으로서 임금을 따르는 자는 양식을 주지 않고 모두 종군하도록 하는 의론이 이미 정해졌거늘 이제 어찌 그리하지 않는가...? 기강이 이와 같으니 어찌 능히 난리를 제어 하리오” 하고 유숙에게 말하기를 “ 내가 내일에는 군사를 낼 것이니 그대는 가서 군사를 정검 하라...”하니 숙이 말하기를 “모든 군사가 이미 죽령 대원에 이르렀다”하거늘 세운이 말하기를 “군사가 만약 기일을 어기면 그대도 또한 죄책을 면하지 못하리라”하니 숙이 곧 가서 독촉하였다. 또 용에게 말하기를“이제 둘이 서로 적을 구경만 하기를 이같이 하면 누가 본받지 않겠는가... 만약 적을 멸하지 못하면 비록 산골에 도망하여 숨더라도 어찌 살 수 있을 것이며 나라를 구할 수 있으리오”라고 하였다. 수시중 이암이 말하기를 “지금 적이 닥쳐 들어와 임금과 신하가 서울을 떠나니 천하의 웃음거리가 되고 삼한의 수치가 되었는데 공이 먼저 대의를 선창하여 총사령관으로 전선에 나가니 사직이 다시 안정됨과 왕업의 중흥함은 이 일거에 있음이라 오직 공은 힘쓸지어다. 우리 군신은 주야로 공이 싸움에 이기고 돌아오기를 바란다...”고 하였다. 세운이 가매 뛰어 중서평장사를 제수하니 지위가 이상 삼재의 사이에 있었다. 왕이 오달적 권천우를 보내어 의주를 사하니 세운이 엎드려 고하기를 “제장이 적을 잡았다고 보고하더라도 먼저 상을 의논하시지 말며 신이 비록 적을 잡더라도 감히 자주 보고하여 역기를 번거롭게 하지 않고 크게 이긴 후에 장계를 갖추어 들이겠습니다...”라고 하였다. 서경인 고경이 군전에 와서 말하기를 “부민으로 적을 벗어난 자가 대략 만인이나 되니 청컨대 장수를 보내어 진압하고 구휼 하소서” 하거늘 세운이 크게 즐거워하여 예부상서 이순을 보내어 가서 구휼케 하고 제장을 독촉하여 서울로 가게 하였다. 11년에 세운이 제장을 독촉하여 서울을 포위케 하고 자기는 물러나와 도솔원에 주둔하였다. 적을 평정하고 대장군 김한귀 ․ 중랑장 김경을 보내어 노포를 받들어 횡재소에 나아가게 하니 말하기를 “전하는 일찍이 나라를 구제하려는 간절한 염원을 품고 널리 유능한 인재를 물색 하였습니다 그때 저는 전선에 대한 전권을 위임받고 전하께 누를 끼칠까봐 두려워하였습니다... 듣건대 흥하고 쇠함은 운수가 있고 치세와 난세는 무수히 반복된다 하오니 백성을 편안케 하는 요체는 적을 막는 것으로 어려움을 삼으니 태왕이 (빈邠)나라를 버림은 능히 적인의 핍박을 막지 못함이요 명황이 촉에 행차함은 갈구(안록산)의 침노를 제지하지 못함에서입니다. 적미를 소탕하고 유한이 다시 일어남과 황건을 파하여 조위가 대통을 이음은 다 오직 시운이요 홀로 사람의 힘만으로 된 것이 아닙니다. 지난해 중동을(11월) 당하여 하늘에 넘치는 강적을 만났으니 그 독을 방자히 함을 말하면 비록 승냥이나 호랑이라 하여도 그와 같지 못할 것이요 그 군사를 행함을 보면 또한 손무와 오기라 하여도 맞서기 어려운지라 날로 스스로 방자하여지니 세상에 아무도 막지 못하였습니다. 그리하여 그들은 승승장구 하여 이미 천하에 횡행하고 드디어 멀리 우리나라를 침범하여 들어오니 그 모진 창끝과 칼날을 가히 당할 수 없어 풍문만 듣고라도 다 스스로 무너졌나이다. 백만 정병이 문득 도성에 주둔하매 억조 생민이 흩어져 길가에 유리하였나이다. 아 아 백성의 괴로움이 도탄에 빠지고 더구나 임금의 수레가 멀리 옮기시니 진실로 장수와 재상이 깊이 근심할 바였습니다. 이때를 당하여 사면에서 구름같이 모인 군사를 들어서 드디어 개미같이 모이는 오랑캐를 쳤나이다. 사병들의 기세가 쏟아져 내리는 물과 같아서 적을 무찌르는데 어려울 것이 없었습니다...완미한 무리들은 쪼개지는 참대처럼 거침없이 우리의 칼 아래 사라졌습니다... 이리하여 천하를 횡행하였으나 어디서도 제어하지 못하고 온 세상에서 살육을 마음대로 하였으나 누구도 처단하지 못한 이들이 솥안에 든 물고기로 그물을 못 벗어나는 토끼로 되었습니다...이번에는 전 단(전국 시대의 제나라 사람)의 화우 같은 단순한 기습을 모방하지 않았으며 제갈량의 팔진과 같은 심오한 전술에 의거하였습니다. 리 소(당나라 장수)가 눈이 내리는 밤에 공격하여 채주를 탈취하고 한 신이 배수의 진을 치고 조 벽을 격파한 것은, 사건은 비록 다르나 그 이치는 상통하였습니다. 지난 기해년에 군대를 모집하여 적을 조선에서 소탕하였고 이제 두 번째 강한 침략군을 격파한 것은 모두 저희들의 공적이 아니며 이것은 생각건대 전하의 덕택입니다.
전하는 지혜와 용기가 겸존한 천품을 가지고 나날이 더욱더 수양하여 아름다운 기품이 널리 세상에 전파되고 있습니다. 그리고 중국의 고대를 본받아 예악을 숭상하며 문교에 의한 덕화를 널리 퍼뜨리고 있어서 궁중에 문무와 무무가 꽃피던 우임금 조정을 방불케 합니다. 어미와 아비를 잡아먹는다는 올빼미나 담비처럼 불효한 자식이 순하게 되는 것도, 개와 양에 비할 악인이 복죄하는 것도 성인의 덕화와 상관 안 되는 것이 없으며 또한 모두다 극히 인자한 속에서 배양된 것은 사리의 당연한 이치입니다. 막히면 다시 트이는 법이라 지금은 다시 일어나는 때이며 실로 갱신하는 초기입니다. 그러니 저희들이 어찌 감히 뛰어난 용기를 떨치어 환희와 성의로써 새롭고 광명한 조정에 있으면서 빨리 세상이 명랑해지도록 하지 않아서야 되겠습니까. 멀리 행재소를 바라보면서 전하의 만수무강을 축원합니다...라고 하였다 왕이 기뻐하여 한귀에게 황금 이십 오량 ․ 비단 두필을 경에게 포 두필을 내려주고 곧 내섬시 이대두리를 보내어 세운에게 의주를 내리고 태후와 공주 또한 의주를 찾아서 내렸는데 안우 등에게 살해된 바가 되었다. 홍언박이 그 죽었음을 듣고 말하기를 “총병이 군사를 낼 때에 말과 용모가 심히 거만하였으니 그 화를 당함이 마땅하다”고 하였다. 첨의 정승을 증하고 예로써 장사하고 호종 및 수복한 공을 추록하여 일등을 삼았다.
※*부분은 임군보의 열전과는 그 내용이 전혀 다르다
<고려사 권13 예전권 제26(高麗史 卷十三 列傳卷第二十六)>
<정세운(鄭世雲)>
[光州長澤縣人從恭愍入元宿衛累官大護軍王卽位錄其功爲1等與金鏞有寵於王楊廣道按廉金南得笞辱忽赤中郞將鄭谷谷同僚權石和等訴於王世雲鏞與南得善請王杖流石和等于海島又與鏞忌密直副使任君輔有寵讒以詐傳王旨流濟州歷軍簿判書知門下省事錄誅奇轍功爲一等八年紅賊陷西京以世雲爲西北面都巡察使自黃州還言賊入西京積柴修城無進逼計願勿驚擾以安衆心轉參知政事倭寇楊廣道京城戒嚴令百官從軍諫官詣王宮辭世雲曰諫官從軍古所未聞如國體何命免之十年紅賊陷京城王幸福州世雲以樞密兼鷹揚軍上將軍從行性忠淸日夜憂憤以掃賊恢復自任王亦倚信世雲屢請亟下哀痛之敎以慰民心遣使督諸道兵討賊王遂以世雲爲摠兵官敎曰天下安注意相天下危注意將惟時與勢輕重在人可不愼哉恭惟太祖肇創鴻業列聖相承休養生民逮于寡人狃于宴安軍旅之事廢而不講以致紅賊侵犯播越而南每念宗社痛楚何堪今分遣諸將合兵攻賊乃授鄭世雲節鉞往董厥師賞罰用命不用命其各處軍官軍人敢有故遼節制及隔越馳聞者聽以軍法從事於戱師出以律有國之所當先國耳忘家爲臣之所當急惟爾士衆體予至懷世雲詣都堂憤然揚言曰吾甚寒徵如吾爲相國家宜亂竹嶺以南居人扈駕者不給糧幷從事此議已定今何不然紀綱乃爾安能制難謂柳淑曰吾明日出師公其往簽軍淑曰諸軍已到竹嶺大院矣世雲曰軍若後期公亦不得免責淑卽往督之又謂鏞曰今兩相玩寇如此孰不效耶若不殲賊縱竄匿山谷可得而生可得而國乎守侍中李嵓曰今寇賊闌人君臣播遷爲天下之笑三韓之恥而公首倡大義仗鉞行師社稷之再安王業之中興在此一擧惟公勉之吾君臣日夜望公之凱還也世雲行擢授中書平章事位二相三宰之間王遣塢達赤權天祐賜衣酒世雲附奏曰諸將有報獲賊者勿先論賞臣雖捕獲不敢數馳報以煩驛騎大戰之後具狀上聞西京人高敬至軍前言府民脫賊者無慮萬人請遣將鎭撫世雲大悅遣禮部尙書李珣往撫之督赴京城十一年世雲督諸將圍京城自退屯兜率院賊平遣大將軍金漢貴中郞將金景奉露布詣行在曰嘗軫濟世之心旁求俊彦敬承分閫之命恐累聖明竊聞興衰有數理亂無窮安民之要禦寇爲難太王去邠未能防狄人之逼明皇幸蜀不得制獦狗之侵掃赤眉而劉漢重興破黃巾而曹魏繼統薛悉惟時軍匪獨人爲當去歲之仲冬値滔天之勍敵論其肆毒雖豺虎之莫如觀其行兵亦孫吳之難抗日將自恣世無誰何乘勝長驅旣橫行於天下遠引直入遂大振於海東怒鋒不可當望風皆自潰百萬精甲奄屯住於都城億兆斯民蕩流離於道路嗟哉黎烝甚於塗炭況乘輿之遠狩實將相之深憂肆擧雲合之兵遂攻蟻聚之虜士卒得建瓴之勢赴敵何難頑嚚爲破竹之魂迎刃輒解制天下所不能制誅一世所不能誅魚可息於鼎中免難脫於網外田單一奇何足法葛亮八陣可爲師凌雪入城李愬取蔡州之地背水爲陣韓信拔趙壁之旗事雖不同義則允合昔蒐兵於己亥曾掃賊於朝鮮再克寇侵之强皆非臣等之績玆蓋伏遇殿下勇智天錫聖敬日躋遠播休風遵禮樂於三代誕敷文德舞干羽于兩階梟獍之所以馴犬羊之所以伏無不關於聖化亦皆有於至仁理之自然否則復泰斯乃重興之除實是更始之初臣等敢不競奮鷹揚之勇致淸明於會朝載伸鰲抃之誠佇瞻望於行在王喜賜漢貴黃金二十五兩帛二匹景帛二匹卽遣內燮詹(贍)事李大豆里賜世雲衣酒太后公主亦賜衣酒尋爲安祐等所害洪彦博聞其死曰摠兵之出師也言貌甚慠其及宜矣贈僉議政丞葬以禮又錄扈從及收復之功俱爲一等]

## 기타
2018년 9월의 호국인물로 전쟁기념관에서 선정되었다.

## 미디어
- 《개국》(KBS, 1983년~1983년, 배우: 김종결, 이문환)
- 《신돈》(MBC, 2005년~2006년, 배우: 김명국)